# Arabia Saudyjska na Letnich Igrzyskach Olimpijskich 1988
Arabię Saudyjską na Letnich Igrzyskach Olimpijskich 1988 reprezentowało 9 zawodników, którymi byli wyłącznie mężczyźni. Był to czwarty start reprezentacji Arabii Saudyjskiej na letnich igrzyskach olimpijskich.

## Reprezentanci

### Lekkoatletyka
Konkurencje biegowe
| Zawodnik              | Konkurencja           | Eliminacje | Eliminacje | Ćwierćfinał | Ćwierćfinał | Półfinał | Półfinał | Finał | Finał   |
| Zawodnik              | Konkurencja           | Wynik      | Miejsce    | Wynik       | Miejsce     | Wynik    | Miejsce  | Wynik | Miejsce |
| --------------------- | --------------------- | ---------- | ---------- | ----------- | ----------- | -------- | -------- | ----- | ------- |
| Mohamed Fahd Al-Bishi | 100 m                 | 10,85      | 72.        | NQ          | NQ          | NQ       | NQ       | NQ    | NQ      |
| Mohamed Fahd Al-Bishi | 200 m                 | 22,09      | 56.        | NQ          | NQ          | NQ       | NQ       | NQ    | NQ      |
| Haji Bakr Al-Qahtani  | 400 m                 | 48,53      | 55.        | NQ          | NQ          | NQ       | NQ       | NQ    | NQ      |
| Haji Bakr Al-Qahtani  | 800 m                 | DSQ        | DSQ        | NQ          | NQ          | NQ       | NQ       | NQ    | NQ      |
| Mohammed al-Dosari    | 1500 m                | 3:51,53    | '43.       | N/A         | N/A         | NQ       | NQ       | NQ    | NQ      |
| Youssef Al-Dosari     | 110 m przez płotki    | 15.03      | 37.        | NQ          | NQ          | NQ       | NQ       | NQ    | NQ      |
| Youssef Al-Dosari     | 400 m przez płotki    | 53.51      | 35.        | N/A         | N/A         | NQ       | NQ       | NQ    | NQ      |
| Mohammed al-Dosari    | 3000 m z przeszkodami | 8:45,24    | 22. q      | N/A         | N/A         | 8:44,22  | 24.      | NQ    | NQ      |

Konkurencje techniczne
| Zawodnik                  | Konkurencja    | Kwalifikacje | Kwalifikacje | Finał | Finał   |
| Zawodnik                  | Konkurencja    | Wynik        | Miejsce      | Wynik | Miejsce |
| ------------------------- | -------------- | ------------ | ------------ | ----- | ------- |
| Ibrahim Mohamed Al-Ouiran | rzut dyskiem   | NM           | DNF          | NQ    | NQ      |
| Abdul Azim Al-Aliwat      | rzut oszczepem | 56,32        | 38.          | NQ    | NQ      |

### Łucznictwo
| Zawodnik      | Konkurencja   | Runda rankingowa | Runda rankingowa | 1/8   | Ćwierćfinał | Półfinał | Finał | Finał   |    |
| Zawodnik      | Konkurencja   | Wynik            | Rozstawienie     | Wynik | Wynik       | Wynik    | Wynik | Pozycja |    |
| ------------- | ------------- | ---------------- | ---------------- | ----- | ----------- | -------- | ----- | ------- | -- |
| Sameer Jawdat | indywidualnie | 964              | 82.              | NQ    | NQ          | NQ       | NQ    | NQ      | NQ |
| Adel Aljabrin | indywidualnie | 921              | 83.              | NQ    | NQ          | NQ       | NQ    | NQ      | NQ |

### Strzelectwo
| Zawodnik        | Konkurencja | Kwalifikacje | Kwalifikacje | Półfinał | Półfinał | Finał | Finał   |
| Zawodnik        | Konkurencja | Wynik        | Pozycja      | Wynik    | Pozycja  | Wynik | Pozycja |
| --------------- | ----------- | ------------ | ------------ | -------- | -------- | ----- | ------- |
| Matar Al Harthi | trap        | 128          | 48.          | NQ       | NQ       | NQ    | NQ      |